# Narrien Range National Park
Narrien Range National Park är en park i Australien. Den ligger i delstaten Queensland, omkring 790 kilometer nordväst om delstatshuvudstaden Brisbane.
Trakten runt Narrien Range National Park är nära nog obefolkad, med mindre än två invånare per kvadratkilometer.. Det finns inga samhällen i närheten.
I omgivningarna runt Narrien Range National Park växer huvudsakligen savannskog.  Genomsnittlig årsnederbörd är 745 millimeter. Den regnigaste månaden är februari, med i genomsnitt 176 mm nederbörd, och den torraste är augusti, med 20 mm nederbörd.